# ترحيل الأفغان من إيران 2025
ترحيل الأفغان من إيران 2025 هو تصعيد لافت في سياسة الطرد الجماعي، حيث شهدت إيران خلال الأشهر الأولى من العام ترحيل ما يزيد على 700 ألف لاجئ أفغاني، وذلك في ظل توترات إقليمية متزايدة على خلفية نزاع مسلح مع إسرائيل، حيث استخدمت السلطات الإيرانية المزاعم الأمنية ذريعة لتبرير الطرد الجماعي لأكثر من 700 ألف أفغاني خلال أشهر قليلة. ترافق الترحيل مع انتهاكات جسيمة لحقوق الإنسان، شملت الاعتقالات التعسفية، مصادرة الممتلكات، سوء المعاملة في مراكز الاحتجاز وعلى الحدود، والتفريق القسري للعائلات. ونددت منظمات دولية، من بينها الأمم المتحدة وهيومن رايتس ووتش، بهذه الحملة باعتبارها طردًا جماعيًا غير قانوني يتنافى مع التزامات إيران بموجب القانون الدولي، محذرة من تداعيات إنسانية كارثية على اللاجئين العائدين إلى أفغانستان التي تعاني أصلاً من أزمات إنسانية واقتصادية حادة، تفاقمت بشكل كبير منذ انسحاب القوات الأمريكية عام 2021 واستيلاء حركة طالبان على الحكم، ما زاد من هشاشة الأوضاع الأمنية والمعيشية في البلاد.

## الخلفية
استقبلت إيران ملايين اللاجئين الأفغان على مدى عقود، ولا سيما خلال الغزو السوفيتي لأفغانستان في الثمانينات ثم إبان الحرب التي قادتها الولايات المتحدة (2001–2021). ووفق تقديرات مفوضية الأمم المتحدة لشؤون اللاجئين، يوجد في إيران نحو 3 ملايين مواطن أفغاني بحلول مطلع 2023، كثير منهم ولدوا ونشأوا هناك خلال الأربعين سنة الماضية. يحصل هؤلاء على وضع إقامة مؤقت من قبل السلطات الإيرانية دون مسار واضح نحو الإقامة الدائمة. بالإضافة إلى ذلك، يُقدَّر وجود ملايين آخرين من الأفغان دون وثائق قانونية، مما يجعلهم عرضة للاستغلال والتهميش القانوني والاجتماعي. وقد أدى تدهور الاقتصاد الإيراني في السنوات الأخيرة بفعل العقوبات وارتفاع التضخم والاضطرابات الداخلية، إلى تأجيج المشاعر المعادية للمهاجرين، حيث يُلقى باللوم على اللاجئين في المشاكل الاقتصادية والاجتماعية. ظل الأفغان في إيران أكبر تجمعات الشتات الأفغاني، لكنهم يواجهون قيودًا في التعليم والعمل والحقوق المدنية بسبب وضعهم غير المستقر كلاجئين أو مهاجرين غير نظاميين.

## تصاعد موجة الترحيلات عام 2025
في عام أصدرت الحكومة الإيرانية إنذارًا نهائيًا بعودة جميع الأفغان غير الحاصلين على إقامة نظامية إلى وطنهم خلال عام واحد. وفي مارس 2025 حددت وزارة الداخلية الإيرانية تاريخ 6 يوليو موعدًا نهائيًا لمغادرة الأفغان الذين لا يحملون تصاريح إقامة، وإلا فسيواجهون الترحيل القسري. مع اقتراب الموعد النهائي، اشتدت حملة الاعتقالات والترحيلات الجماعية. تصاعدت الحملة بشكل حاد في يونيو عام 2025 على خلفية الحرب بين إيران وإسرائيل، والذي أثار مخاوف أمنية داخلية في إيران. استغلّت السلطات الإيرانية أجواء ما بعد الحرب لطرح مزاعم تربط اللاجئين الأفغان بـ«جواسيس» يعملون لصالح إسرائيل، في تبرير لحملة التضييق والترحيل.
وأفادت مفوضية اللاجئين بأن المعدل اليومي لإعادة الأفغان إلى بلادهم قسرًا قفز من نحو 2000 قبل الحرب إلى أكثر من 30 ألف شخص يوميًّا خلالها. ومنذ الإعلان عن المهلة في مارس وحتى مطلع يوليو 2025، غادر إيران ما يزيد عن 700 ألف أفغاني، منهم حوالي 230 ألفًا في شهر يونيو وحده. وذكرت المنظمة الدولية للهجرة أن إجمالي من عادوا أو أُعيدوا قسرًا إلى أفغانستان في النصف الأول من العام تجاوز المليون شخص، أغلبيتهم من إيران. وقد قدرت تقارير أممية أن أكثر من 1.2 مليون لاجئ أفغاني أُجبروا على العودة من إيران وباكستان خلال عام 2025 بحلول منتصفه. في المقابل، نفت الحكومة الإيرانية استهدافها للأفغان تحديدًا، مشددةً على أن الأمر يتعلق بـ«أمن قومي» وحاجة لإعادة من وصفتهم بـ«المهاجرين غير الشرعيين» إلى بلدهم. وقد صرّح متحدث باسم الحكومة بأن إيران «كانت دائمًا مضيفًا جيدًا» للأفغان ولكنها لم تعد تستطيع تحمّل وجود من لا يحملون أوراقًا قانونية.

## انتهاكات حقوق الإنسان خلال الترحيل
وثّقت منظمات حقوقية ودولية عدة انتهاكات جسيمة رافقت حملة الترحيل الجماعي للأفغان من إيران عام 2025، شملت جوانب متعددة من حقوق الإنسان:
- الاعتقالات الجماعية والتوقيف التعسّفي: شنّت قوات الأمن الإيرانية حملات دهم واسعة النطاق في الأحياء التي يقطنها الأفغان، حيث تم إيقاف الآلاف منهم في الشوارع وأماكن العمل دون إنذار سابق.[4] تشير تقارير إلى اعتقال أفغان بشكل عشوائي لمجرّد الاشتباه في وضعهم القانوني، وحتى بعض الحاصلين على تأشيرات إقامة أو عمل تم توقيفهم وترحيلهم دون مراعاة وضعهم النظامي. وذكر شهود أن السلطات مزّقت وثائق هوية وإقامات بعض اللاجئين أمام أعينهم أثناء الاعتقال، لتجريدهم من أي إثبات قانوني في محاولة لمنع عودتهم.[5]
- الترحيل القسري دون إجراءات قانونية: تمت عمليات الترحيل بشكل عاجل ودون اتباع الإجراءات القانونية الواجبة. لم تتح للمحتجزين فرصة الطعن في قرار ترحيلهم أو طلب اللجوء، في انتهاك لمبدأ عدم الإعادة القسرية - عدم الإعادة إلى خطر - الذي يحظر إعادة الأشخاص إلى أماكن قد يتعرضون فيها للاضطهاد أو الخطر. ووصفت نائبة في البرلمان الأوروبي هذه الممارسات بأنها «طرد جماعي» متعمّد على نطاق واسع بدون أي مراجعة قانونية أو وصول لآليات اللجوء، مما يجعلها إجراءات غير قانونية بموجب القانون الدولي.[6] وقد اعتبرت مركز حقوق الإنسان في إيران (CHRI) حملة الترحيل الجماعي هذه انتهاكًا صارخًا للقانون الدولي، مشيرًا إلى غياب أي فحص فردي للحالات أو توفير سبل اعتراض قانوني.[5]
- مصادرة الممتلكات والوثائق: أفاد العديد من اللاجئين المرحّلين بأنهم فقدوا ممتلكاتهم ومدّخراتهم نتيجة الترحيل المفاجئ. ذكر بعضهم أن الشرطة داهمت منازلهم ليلًا ولم تسمح لهم بأخذ أمتعتهم أو تصفية شؤونهم المالية قبل ترحيلهم.[7] ووصل الأمر إلى إعلان السلطات أنها ستقوم بمصادرة المنازل المستأجرة للأفغان وإغلاقها بالشمع الأحمر عقابًا لأصحاب العقارات الذين يؤوونهم. قامت قوات الأمن بتمزيق جوازات السفر ووثائق الهوية الخاصة ببعض اللاجئين أثناء احتجازهم، وفق شهادات أفغان أكدوا رؤية ضباط يمزقون جوازات سفرهم أمام أعينهم. العديد من الأسر اضطرت لترك ممتلكاتها الثقيلة كالأثاث والأجهزة المنزلية، لعدم تمكنهم من بيعها أو نقلها خلال مهلة ضيقة قبيل الترحيل. إحدى اللاجئات المرحّلات التي عاشت في إيران 24 عامًا قالت: «لم يسمحوا لنا بأخذ شيء... تركتُ خلفي خمسة مكيفات وخمس ثلاجات وجميع أثاث المنزل»، موضحة أنها وزوجها اعتُقلا مع أطفالهما لبضعة أيام ثم أُجبروا على المغادرة دون أي من ممتلكاتهم.
- تفريق الأسر والعائلات: أدت عمليات الترحيل السريعة إلى تمزيق أوصال العديد من الأسر الأفغانية المقيمة في إيران. ذكر شهود أن السلطات كثيرًا ما رحّلت أفراد العائلة الواحدة في مجموعات منفصلة، وأحيانًا يتم ترحيل الآباء دون أبنائهم أو العكس. حتى من حاولوا الخروج طوعًا مع أفراد عائلاتهم، أفادوا بأن السلطات هددتهم بترحيل ذويهم على حدة، وطُلب من الأزواج والزوجات أن يجد كلٌ منهم الآخر بأنفسهم بعد الوصول إلى أفغانستان. وقد وثّقت مفوضية اللاجئين حالات أطفال قاصرين أُبعدوا عن ذويهم خلال الفوضى التي رافقت الترحيل الجماعي.[8] يصف أحد الطلاب الأفغان كيف «مزقت الترحيلات عائلات بأكملها» وخلّفت بعض الأفراد وحيدين بلا معيل أو أقرباء بعد أن تم تفريقهم بين حدود البلدين.[1]
- سوء المعاملة والظروف القاسية: رافقت عملية الاحتجاز والترحيل انتهاكات جسدية ونفسية بحق المرحّلين، سواء في مراكز الاحتجاز أو أثناء نقلهم إلى الحدود. تشير شهادات من داخل مراكز التوقيف إلى تعرض المحتجزين للضرب والإهانة بشكل منهجي. في أحد المعسكرات، روى شاهد عيان أن الحراس أجبروا الشباب الأفغان على ضرب بعضهم بعضًا تحت التهديد، حيث قسّموا المعتقلين إلى صفّين ووجهوهم بأن يعتدي كل منهم على الآخر، مهددين إياهم بالضرب المبرح إن لم يمتثلوا. وفي حادثة أخرى، أفادت لاجئة أن رجال الأمن ألقوا بالرجال على أرض ساحة المعتقل وانهالوا عليهم بالركل والهراوات أمام الجميع. وخلال نقل المرحّلين بالحافلات إلى الحدود، اشتكى كثيرون من انعدام التهوية في ظل حر شديد تجاوز 50° مئوية ومن تعرضهم لمضايقات لفظية وإهانات عنصرية من السائقين والمرافقين الإيرانيين. ذكرت إحدى الأمهات أن طفلها كان يبكي من شدة الحر في الحافلة بينما السائق يضحك ساخراً ويقول لهم إن توفير التكييف «ترف لا تستحقونه». كما اضطر المرحّلون لدفع مبالغ باهظة مقابل مياه الشرب والطعام أثناء الرحلة، حيث استغلهم بعض السائقين وباعوهم زجاجة الماء بـ50 ألف تومان (ضعفي سعرها) وسندويشة باردة بـ100 ألف تومان، ومن لم يمتلك المال تُرك أطفاله عطشى وجوعى. ووصل الأمر لحدوث وفيات بين العائدين بسبب الإجهاد الحراري والعطش خلال عبور الحدود؛ فقد سجّلت السلطات الأفغانية وصول ما لا يقل عن 13 جثة لأفغان توفوا خلال أسبوعين فقط من بدء الترحيلات الجماعية، دون وضوح إن كان سبب الوفاة التعرض للحر الشديد أو إصابات مرتبطة بالحرب الأخيرة.[7]

## ردود الفعل الدولية والإدانات
أثارت حملة الترحيل الجماعي للأفغان من إيران عام 2025 انتقادات واسعة من قبل المنظمات الدولية والدول المعنية. حذّرت الأمم المتحدة عبر مفوضية شؤون اللاجئين (UNHCR) ومنظمة الهجرة الدولية من أن هذه العودة القسرية الجماعية ستعمّق حالة عدم الاستقرار في أفغانستان، التي ترزح أصلًا تحت وطأة أزمات إنسانية واقتصادية خانقة. وأشارت تقارير أممية إلى أن كثيرًا من هؤلاء العائدين يصلون إلى أفغانستان منهكين وبلا أي موارد أو مأوى، حيث يُلقون في نقاط حدودية صحراوية وهم حفاة وجوعى بعد سنوات من العيش خارج وطنهم. وقد أكدت بعثة الأمم المتحدة في أفغانستان أن الغالبية الساحقة من المرحّلين يفتقرون لأي مقومات لإعادة الاندماج، ويصلون «بدون أصول أو فرص عمل» ما يهدد بزيادة تفاقم الأوضاع المتأزمة أصلاً.
ندّدت منظمات حقوق الإنسان الدولية بالانتهاكات المرافقة لعمليات الترحيل. أصدر مركز حقوق الإنسان في إيران بيانًا في 9 يوليو 2025 وصف فيه ترحيل مئات الآلاف من الأفغان بأنه أحد أكبر عمليات الطرد الجماعي في تاريخ إيران الحديث، يتم بدوافع سياسية وعنصرية مستغلًا أجواء ما بعد الحرب. وأشار المركز إلى أن هذه الترحيلات تنتهك القانون الدولي وترقى إلى «الإبعاد الجماعي» المحظور في العهد الدولي للحقوق المدنية والسياسية، كما تشكّل خرقًا لمبدأ عدم الإعادة القسرية نظرًا لما ينتظر المُعادين قسرًا من أخطار في ظل حكم طالبان. وحذر خبراء قانونيون من أن اقتران الترحيل الجماعي بأعمال عنف ممنهجة كالضرب ومصادرة الأملاك والاحتجاز التعسفي، قد يرقى إلى جرائم ضد الإنسانية تستوجب المساءلة. منظمة هيومن رايتس ووتش وغيرها دعت طهران إلى الوقف الفوري للترحيلات الجماعية واحترام التزاماتها الدولية، وإلى التحقيق في مزاعم الانتهاكات ضد المرحّلين ومعاقبة المسؤولين عنها.
على الصعيد الدبلوماسي، صدرت إدانات من دول وجهات عدة. وصف زلماي خليل زاد المبعوث الأمريكي السابق إلى أفغانستان عمليات الطرد بأنها «وحشية»، كاشفًا أن تقارير شهود عيان عند الحدود أظهرت أن «المهاجرين يُنتَشَلون من الشوارع دون إنذار، ويُحشرون في حافلات، ثم يُتركون عند الحدود كأنهم نفايات». ودعا خليلزاد إيران إلى التراجع عن وتيرة الترحيل المحمومة والتنسيق مع الوكالات الأممية لضمان عودة إنسانية ومنظمة للاجئين. كذلك صرّحت هانا نيومان عضو البرلمان الأوروبي ونائبة رئيس لجنة حقوق الإنسان فيه بأن ما تفعله إيران هو «سياسة دولة متعمدة» لإبعاد الأفغان «إلى الجحيم» على حد وصفها. وأكدت نيومان أن عمليات الطرد التي طالت أكثر من 700 ألف أفغاني في 2025 غير قانونية دوليًا لأنها تتم «بالقوة وعلى نطاق واسع وترهيب جماعي، دون مراجعة قانونية أو إجراءات لجوء»، ووصفتها بأنها «ليست إعادة للوطن بل عملية تخلٍّ قسري» عن البشر. ودعت الاتحاد الأوروبي إلى اتخاذ إجراءات عاجلة لإنقاذ الأفغان العالقين وتأمين ممرات آمنة لهم وتوفير الدعم العاجل لمنظمات الإغاثة.
أما حكومة طالبان في كابول، فقد التزمت موقفًا حذرًا. دعا المسؤولون الطالبان إلى احترام كرامة العائدين وطالبوا بعملية عودة «كريمة» ومنظمة للاجئين، لكنهم تجنبوا توجيه انتقاد مباشر لطهران. وقد صرّح نائب رئيس الوزراء الأفغاني عبد السلام حنفي أثناء تفقده أوضاع العائدين بأن «البقاء في أرض الغير لسنة أو عشر سينتهي بأن يطلبوا منا الرحيل... أمّا هذه أرضنا نحن، ونحن أحق بها وسنعمل معًا على إعادة إعمارها» في محاولة لطمأنة المرحّلين والتأكيد على مسؤولية الأفغان تجاه بلدهم. في الوقت نفسه، تواجه أفغانستان صعوبة بالغة في استيعاب موجات العائدين؛ إذ تعاني من انهيار اقتصادي وعزلة دولية منذ سيطرة طالبان عام 2021، مع تقلص حاد في المساعدات الخارجية. وحذّر مراقبون من أن البلاد ليست لديها البنية التحتية ولا الموارد الكافية لاستقبال هذا العدد الضخم من العائدين في فترة قصيرة. ولذلك دعت الأمم المتحدة والوكالات الإغاثية إلى تكثيف الدعم الدولي لأفغانستان لتوفير الاحتياجات الأساسية للعائدين، وحثّت الدول المجاورة على تجنب المزيد من عمليات الإعادة القسرية الجماعية في هذه المرحلة الحرجة.